# 倪瓒
倪瓚（1301年—1374年12月14日），字元镇，一字玄瑛，号云林、幻霞生、荆蛮民、风月主人、萧闲仙卿，江浙行省無錫州（今江蘇省無錫市）人。元代詩人、畫家、書法家、茶人，倪瓚是“元四家”之一，也是元代南宗山水畫的代表畫家，其作品以紙本水墨為主，間用淡色。前景中的樹木和空白處的楷書题款幾乎成了倪瓚個人的符號。

## 生平
倪瓒家本富有，收藏图书文物甚多，元末农民起义，社会动乱，他变卖田产，疏散财物，归隐泛舟五湖，达20年之久，研究佛学，后来又入全真教出家。多交游博学多才之士，曾向黄公望请教绘画，并经常和王蒙切磋。后世将他和黄公望、王蒙、吳鎮并称为“元四家”，明清时代受到董其昌等人推崇，常将他置於其他三人之上。
倪瓚有潔癖傾向，例如“庭前有樹，旦夕汲水揩洗，竟至槁死。”、“拾敗葉上有積垢似啖痕以塞責。倪掩鼻閉目，令持棄三里外”。僕人每日外出打水時，“日汲兩擔，前桶以飲，後桶以濯”，擔心僕人擔水時放屁，所以只用前桶水煎茶，後桶水僅用於洗腳。
晚年因事入獄，又因潔癖得罪獄卒，或“锁之溺器侧”，出獄後，倪瓚“愤哽竟成脾泄”，後“因染痢，秽不可闻”，洪武七年十一月十一日（1374年12月14日）病死。一說“为太祖投溷厕中死”，但不可信。

## 繪畫

### 畫風
倪瓒善画水墨山水画，元朝，
创造“折带皴”，是平远画法的典型，取材于太湖一带平原风景，其画萧瑟幽寂，寒林浅水，不见人踪，画出他伤时感事的心情。倪瓒以这种空旷而辽远的太湖意境征服了画坛，以致后世常有“太湖属于倪云林”之说。
倪瓒的画“似嫩而苍”，简中寓繁，小中见大，外落寞而内蕴激情。他也善画墨竹，风格“遒逸”，瘦劲开张。画中题咏很多。他的画由于简练，多年来伪作甚多，但不容易仿出他的萧条淡泊的气质。
倪瓒的绘画属于宋代兴起的“文人画”——通过主观的描绘表达更多的作者自身情怀，进入“有我之境”（李泽厚语）。他将自己的画法风格和追求总结成“逸气”一语，
可以说是中国画“笔墨”一说的最好代表。

### 畫作
藏於台北國立故宮博物院：《容膝齋圖》、《水竹居圖》、《岩居圖》、《江岸望山圖》、《楓落吳江圖》、《疎林遠岫圖》、《紫芝山房圖》、《脩竹圖》、《壺月軒圖》、《溪山圖》、《溪亭山色圖》、《秋林山色圖》、《竹樹野石》軸、《松林亭子》軸、《江亭山色》軸、《萬壑秋庭》軸、《春雨新篁》軸、《孤亭秋色》軸、《桐露清琴》軸、《秋樹筠石》軸、《清閟閣》軸、《江干秋樹》軸、《秋林遠岫》軸等。
藏於中國北京故宮博物院：《幽澗寒松圖》、《秋庭嘉樹圖》、《梧竹秀石圖》、《竹枝圖》卷、《狮子林图》卷等。
藏於中國上海博物館：《六君子圖》、《琪樹秋風圖》、《溪山图》、《渔庄秋霁图》等。
另有：《西林禪室圖》、《小山竹樹圖》、《紫蘭山房圖》、《新雁题詩圖》等。

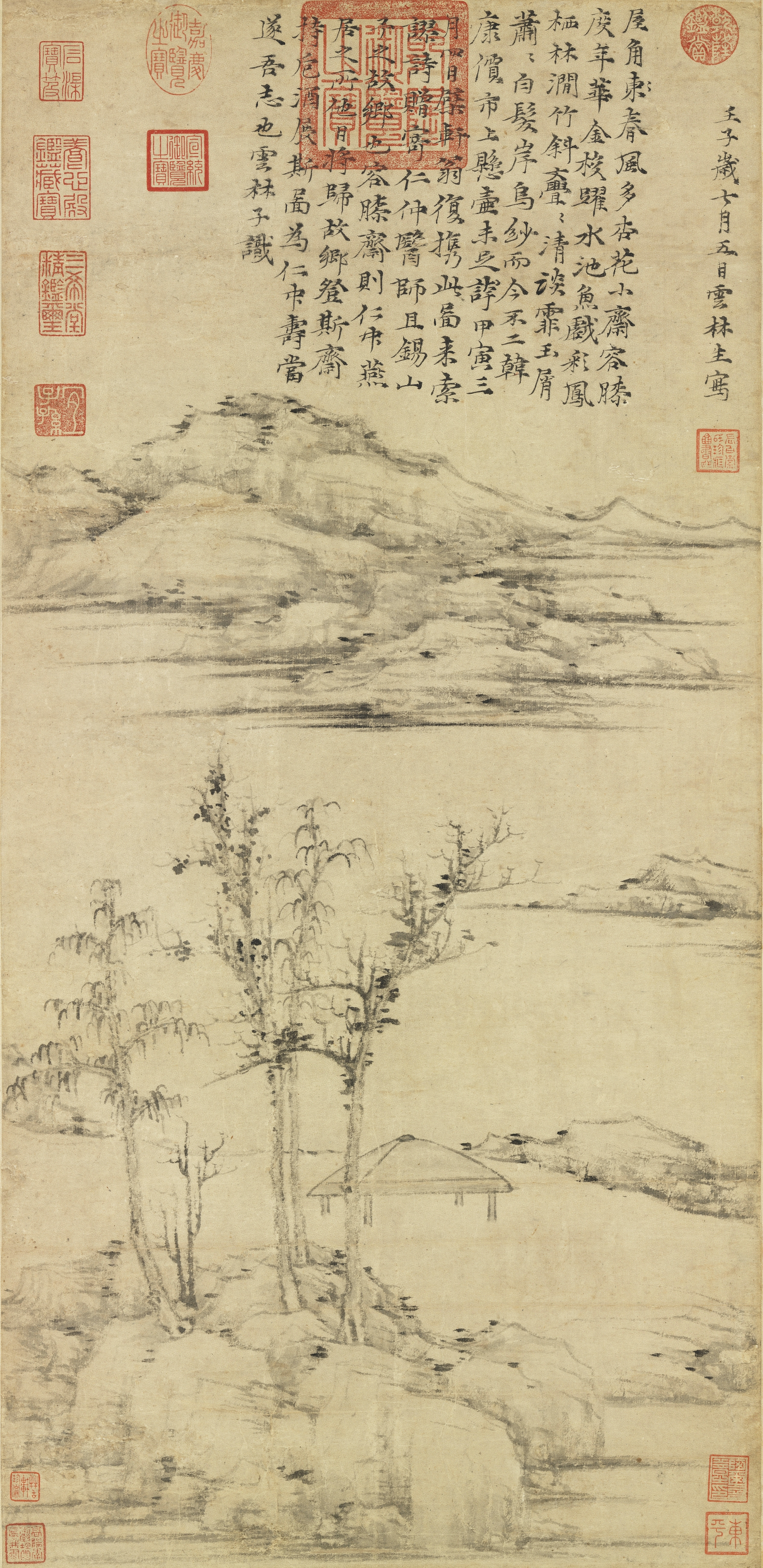
容膝齋圖繪於1372年，現藏國立故宮博物院。
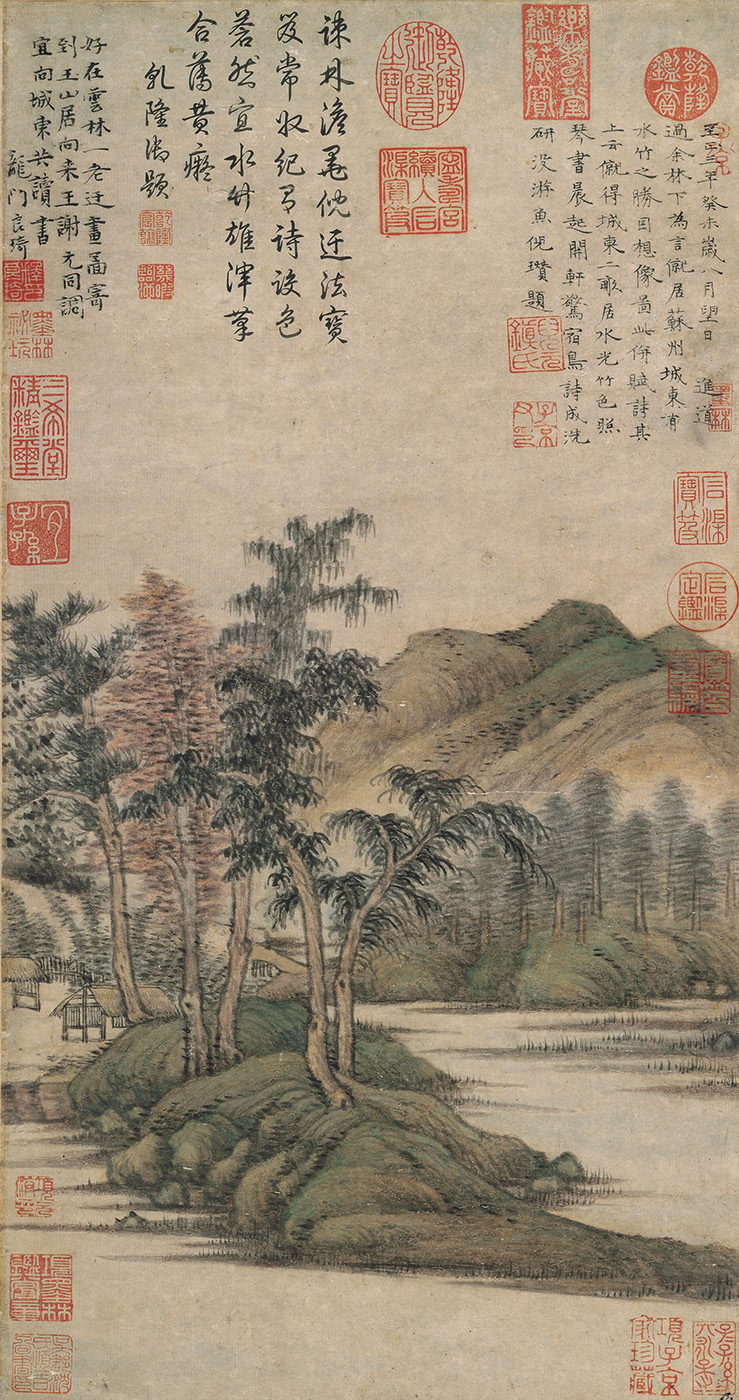
水竹居圖，藏於中国国家博物馆
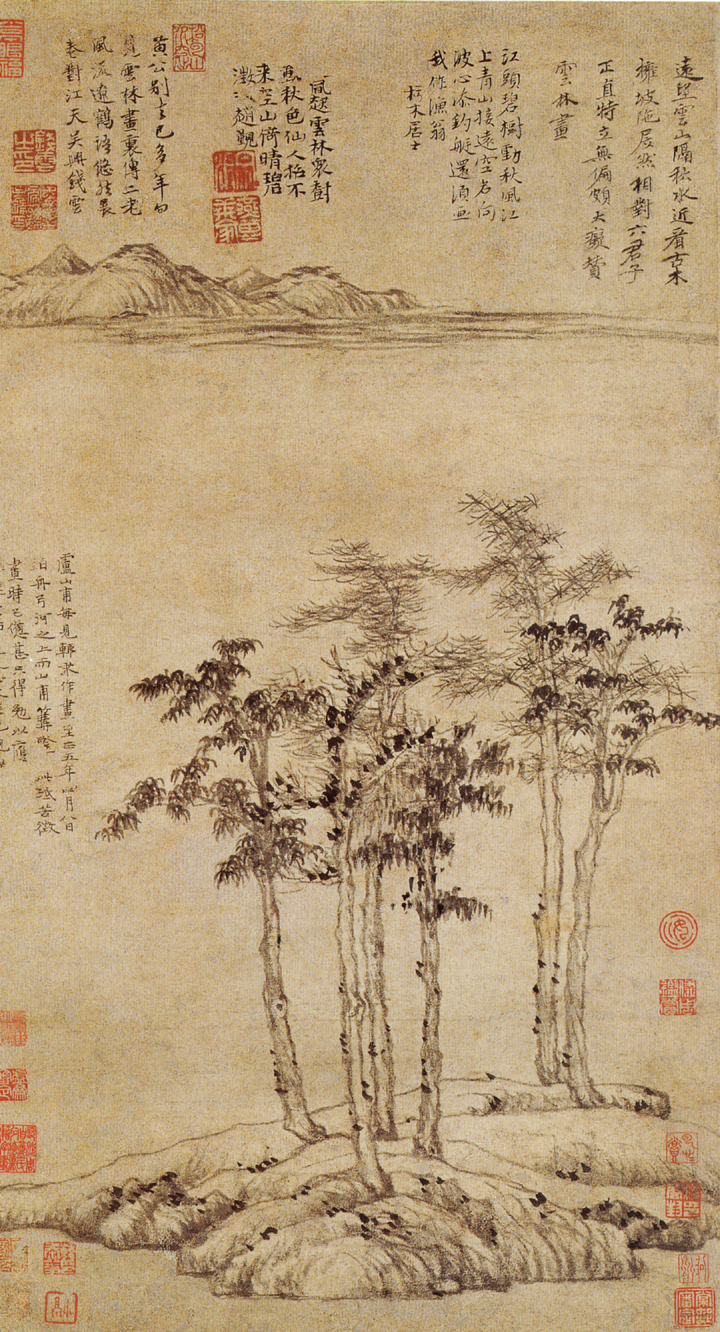
六君子圖，藏於上海博物館
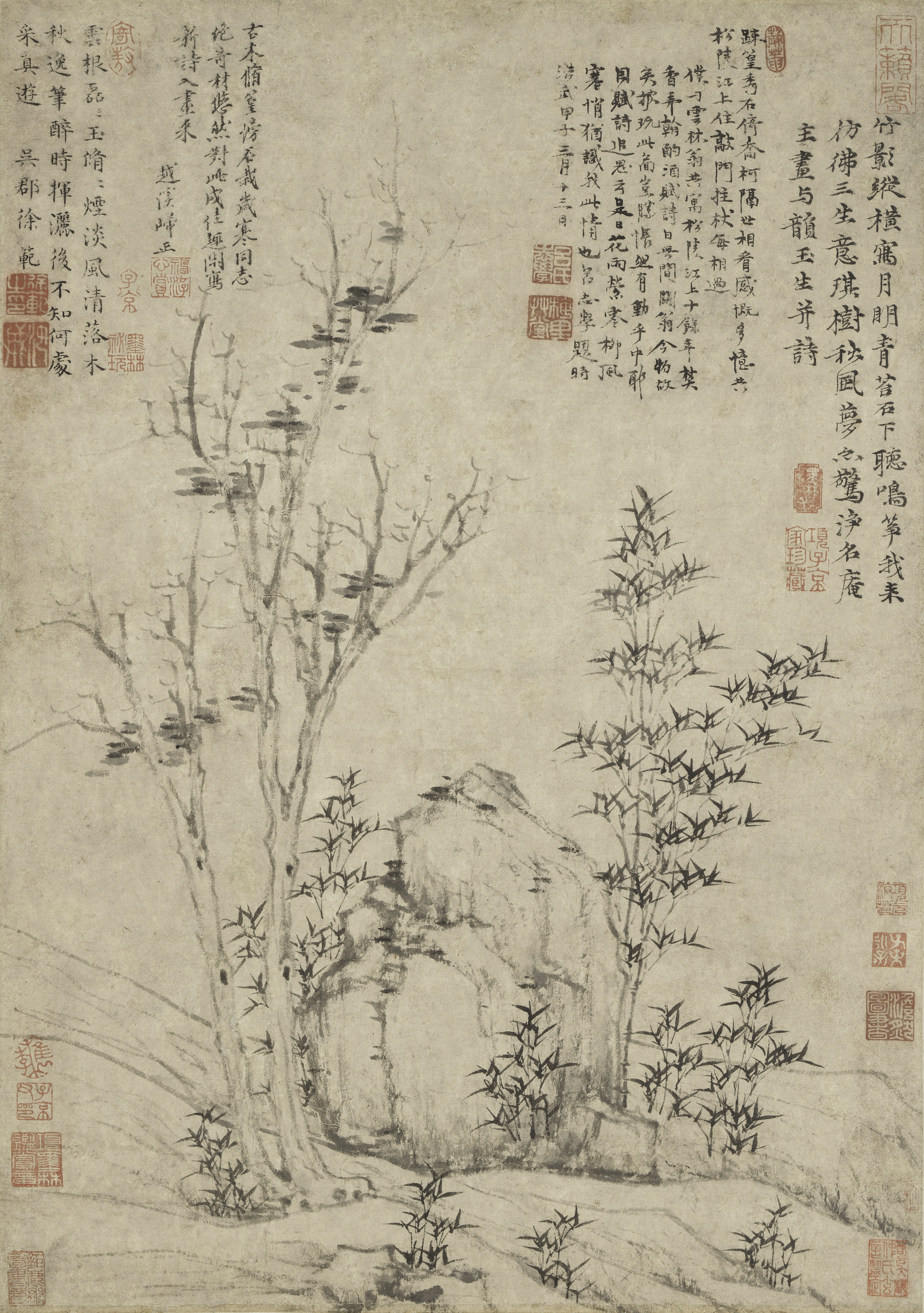
琪樹秋風圖，藏於上海博物館
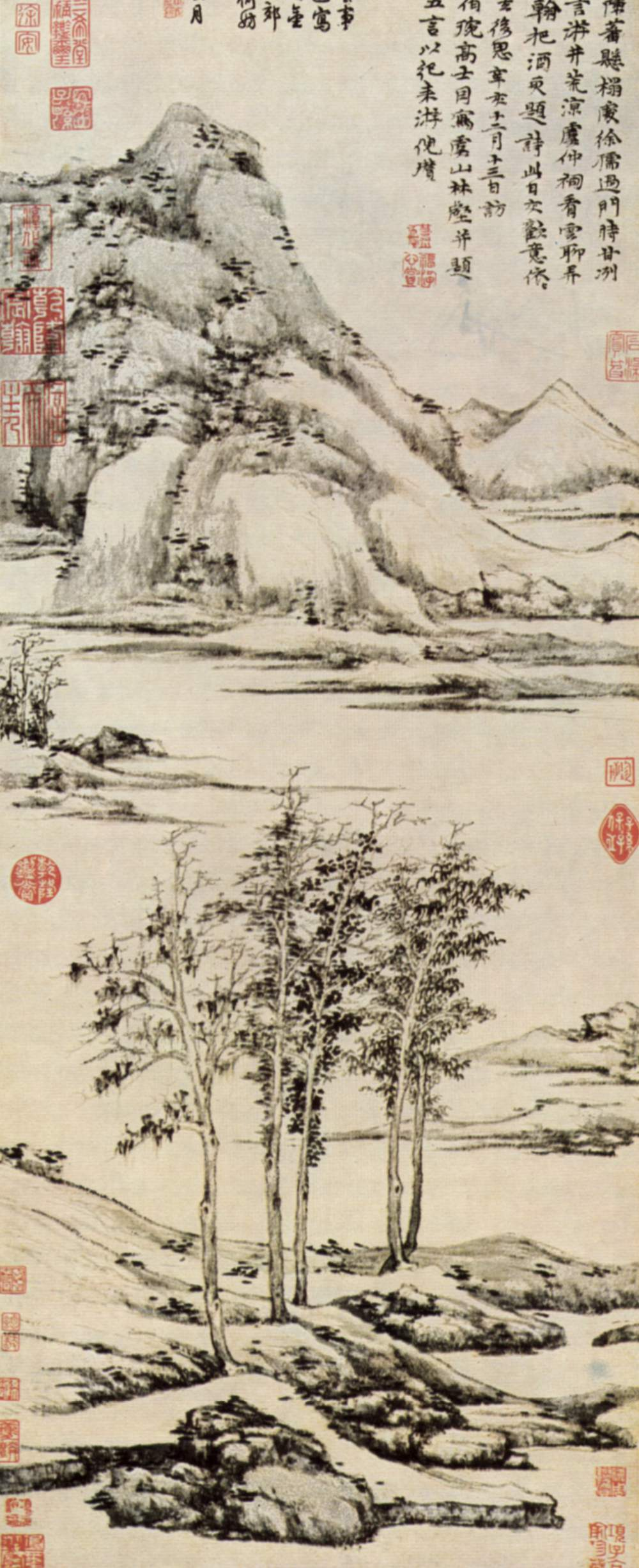
虞山林壑圖，藏於美國大都會藝術博物館
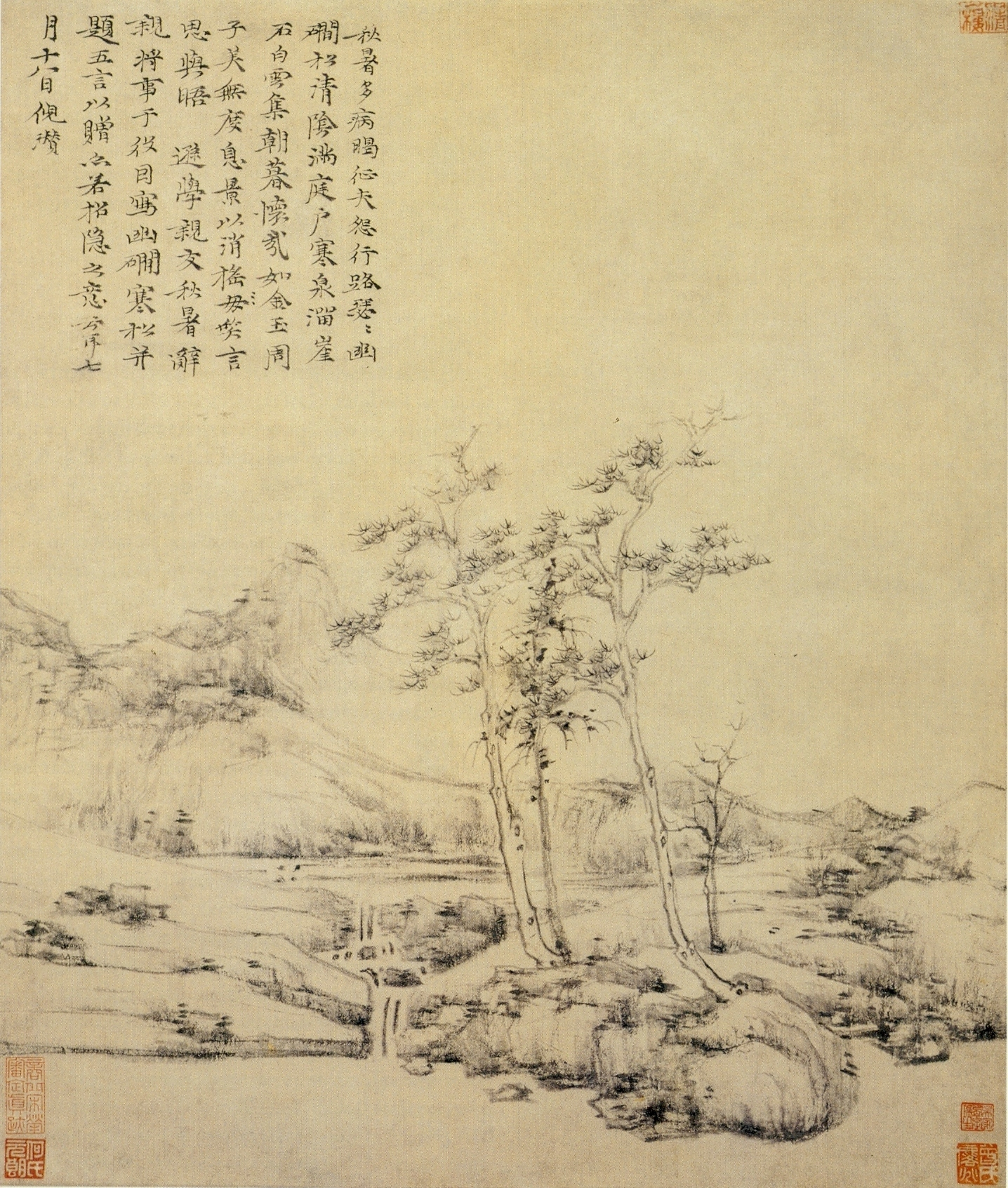
幽涧寒松图，藏于北京故宫博物院
竹树小山图轴，藏于无锡博物院

## 书法
倪云林的小楷，风格清婉妍润，简淡悠远；大字如《淡室诗轴》，用笔爽峻苍健。和画作同样体现了其高逸之气。徐渭说：“瓒书从隶入，辄在钟元常《荐季直表》中夺舍投胎，古而媚，密而疏。”董其昌认为：“倪从画悟书，因得清洒。人谓倪书有《黄庭》遗意，此论未公。倪自作一种调度，如啖橄榄，时有清律颊耳。”

## 逸事
倪是古怪之人，有客來訪時“見其言貌粗率，大怒，掌其頰”、倪瓒好飲茶，特製“清泉白石茶”，趙行恕慕名而來，倪用此等好茶來招待他。趙行恕卻覺得此茶不怎樣。倪生气道：“吾以子为王孙，故出此品，乃略不知风味，真俗物也。”遂與之绝交。
不僅善畫，更窮治馔羞，其發明之“雲林鵝”爲清代袁枚所推崇。
通音律，會彈琴，現存有他創作北曲小令十二首，因此也與顧堅、顾阿瑛、楊維楨交好，常在顾阿瑛的玉山草堂集會。此外，他還特別喜歡元雜劇演員賽天香。:40。
倪瓒出生地所在的无锡市锡山区云林街道便以其號命名。

## 外部連結
- 謝正光：〈倪瓚「霜柯竹石圖」之新贗與舊偽 （页面存档备份，存于）〉。

|                                        | 元四家 |
| 一说：赵孟頫 \| 黄公望 \| 王蒙 \| 吴镇 |        |
| 另说：黄公望 \| 王蒙 \| 倪瓒 \| 吴镇   |        |